# Ivan Dubský
Ivan Dubský (3. září 1926 Praha – 17. května 2023 Praha) byl český filozof.
Po maturitě na reálném gymnáziu v Chrudimi (1945) vystudoval filozofii a sociologii na FF UK. V r. 1951 získal doktorát filozofie na základě dizertace o Marxově kritice pojmu práce u Hegela a v anglické klasické ekonomii. V l. 1952–53 byl asistentem dějin filozofie na tehdejší Vysoké škole politických a hospodářských věd (VŠPHV) v Praze (přednášel o novověké filozofii a antické filozofii od Sokrata po helenismus). V r. 1953 přešel do Kabinetu pro filozofii ČSAV (pozdějšího FÚ ČSAV), kde pracoval nejprve v oddělení dějin české filozofie (v r. 1958 obhájil kandidátskou práci o ideologii české sociální demokracie do r. 1888), později v oddělení soudobé západní filozofie. Účastnil se XII. mezinárodního filozofického kongresu v Benátkách (1958) a několika dalších kongresů a kolokvií. V r. 1967 externě přednášel na FF UK o problémech filozofické antropologie a vedl seminář o Heideggerovi. V l. 1965–66 a 1968–69 měl stipendium Alexander von Humboldt-Stiftung v Husserlově archivu v Kolíně n. R. a ve Freiburku u L. Landgrebeho a E. Finka. V době tzv. normalizace mu byl nejdříve zrušen pracovní poměr, pak byl přijat zpět do FÚ ČSAV na krátkodobé smlouvy a v r. 1974 definitivně propuštěn. V l. 1975–89 byl v invalidním důchodu, po rehabilitaci se vrátil do FÚ ČSAV. Patří k prvním signatářům Charty 77.
Specializoval se především na dějiny filosofie, zejména české a německé. Nejvíce ovlivněn F. Nietzschem a M. Heideggerem. Přítelem a znalcem díla Jana Patočky. Zabýval se soustavně filosofií času, filozofickou antropologií, analýzou uměleckých děl.  
Celou druhou polovinu života byl upoután na lůžko. Přesto se nepřestal nikdy aktivně vzdělávat, studovat, zajímat o společenské a filosofické dění. Díky široké erudici, autorství a upřímnému zájmu o filosofii a soustavnému bádání v oboru byl Dubský respektovanou personou české (československé) filosofické scény s přesahem a významnými známostmi i v zahraničí.
Je držitelem mnoha ocenění a cen, mimo jiné například: 
- Ceny Nadace Českého literárního fondu (za knihu Per Viam, 2004; a později znovu za knihu O Nietzschovi, 2017)
- Pamětní medaile Jana Patočky (2007)
- Ceny Hlavního Města Prahy (1963)
- Odměny Československé akademie věd (za spoluautorství na sborníku Marx a dnešek, 1969)

## Výběr z bibliografie
Bibliografie Ivana Dubského byla publikována ve sborníku: Filosofie nestárne: Ivanu Dubskému (1926-2023) k nedožitým 97. narozeninám: reedice samizdatového sborníku z roku 1981. První vydání. Praha: OIKOYMENH, 2023, s. 423-427. 
Knihy
Raná tvorba K. Marxe a B. Engelse, 1958; Hegels Arbeitsbegriff und die idealistische Dialektik, 1961; Pronikání marxismu do českých zemí, 1963;  Filosof Jan Patočka, 1991, 1997; Diskurs na téma jedné Klímovy věty a jiné eseje, 1991; Ve věci Heidegger. Problém Heideggerovy biografie, 1997; Per viam. Stati a eseje, 2003; O Nietzschovi, 2016; Questio temporis. Stati a eseje, 2024.
Příspěvky ve sbornících a knihách
Zur Problematik des abstrakten und konkreten Freiheitsbegriffes in der klassischen deutschen Philosophie und in der konservativen Romantik, Das Problem der Freiheit im Lichte des wissenschaftlichen Sozialismus, Berlin 1956; Über das Problem der Zeit bei Hegel und Heidegger, Hegel-Jahrbuch I, München 1961; Heimat und Heimatlosigkeit, Memorias del XIII Congreso Internacional de Filosofía IV, La Crítica de la Época, Mexico 1965; Domov a bezdomovost, ed. J. Bednár, Človek, kto si? 1965 (též FČ 1966); Camus a jeho hry, Albert Camus: Caligula – Stav obležení, 1965; Zur Frage des Wesens des Menschen bei Feuerbach und Marx, Il giovane Marx e il nostro tempo, Annali Instituto Giangiacomo Feltrinelli 1964–65, Milano 1965; Marx a otázka podstaty člověka, Marx a dnešek, ed. R. Urbánek, 1968; Hegels Arbeitsbegriff und die idealistische Dialektik, Hegel in der Sicht der neueren Forschung, ed. I. Fetscher, Darmstadt 1973; Čas hry, Pohledy, ed. V. Havel, SI 1976; Hodiny a čas, Miscellanea in memoriam prof. Patočky, SI 1978 (FČ 1990); Pozdravujte filosofy..., Vzpomínky a pocty. Na paměť Jana Patočky, SI 1980 (také Svědectví, Paříž 1980); Čas znovu nalezený? Předběžně k Proustovu Hledání ztraceného času, Sb. J. Chalupeckému k 70. narozeninám, ed. P. Rezek, SI 1980 (Host 1995); Ke Kouzelnému vrchu, Kritický sborník, SI 1982 (Pater noster, Vídeň 1987, ve sb. Z pěstiček zaťatých. K 60. narozeninám Jana Skácela, SI 1982); Quaestio temporis, Hostina, ed. V. Havel, SI 1985 (Hostina, Toronto 1989, aj.); Čas věčného návratu, PARAF, SI 1988 (Most 1989, ed. J. Gruša, Köln 1989); O čase ve Vyznáních Aurelia Augustina, Sb. Milanu Balabánovi k šedesátinám, SI 1989; Několik slov úvodem k Patočkovým Kacířským esejům, Jan Patočka: Kacířské eseje o filosofii dějin, 1990.
Příspěvky v časopisech
O Franzi Kafkovi (s M. Hrbkem), Nový život 1957; O absurditě, Divadlo 1963; Kafka a umění, Divadlo 1964; Entfremdung – ein Thema von Rousseau und Hegel, AUC – PhH 1, 1964; Hegel a Československo, FČ 1964; Heidegger – o technice a bytí, Nietzsche: Advent nihilismu, Hegel e la Cecoslovacchia, Il concetto del tempo in Hegel a Heidegger, Differenze (Urbino) 1965; A House as a Home, Studi Urbinati 1967; Problém času v Camusově Cizinci, Orientace 1967; Sobre el concepto de tiempo de Hegel y Heidegger, ECO (Bogota) 1968; Na cestě, FČ 1969; Buberova filosofie dialogického principu, Orientace 1970; Ludwig Feuerbach in der Buberschen Sicht, Differenze 1970; Nietzsche v Marienbadu, Střední Evropa 1992, č. 23; Nietzsche v proměnách času, Respekt 1994, č. 43; Zápas u konce filosofie. Dvacet let od Heideggerovy smrti, Respekt 1996, č. 23; Výbor z dopisů F. Nietzscheho, Revolver Revue 2007, č. 6.